# Django Unchained
Django Unchained è un film del 2012 scritto e diretto da Quentin Tarantino, con protagonisti Jamie Foxx, Christoph Waltz, Leonardo DiCaprio, Kerry Washington e Samuel L. Jackson.
È un omaggio al film del 1966 Django diretto da Sergio Corbucci e interpretato da Franco Nero, che in questo film compare in un cameo. Coi suoi 165 minuti complessivi, è tra i primi tre film di Tarantino quanto a durata, insieme a The Hateful Eight e C'era una volta a... Hollywood.
Il film ottiene 5 candidature ai premi Oscar 2013, vincendone due: Christoph Waltz si aggiudica l'Oscar al miglior attore non protagonista (il secondo dopo quello di Bastardi senza gloria) e Tarantino la miglior sceneggiatura originale, seconda statuetta dopo quella per Pulp Fiction nel 1995.
È il secondo film della trilogia del revisionismo storico del regista, iniziata già dal regista nel 2009 con Bastardi senza gloria e che proseguirà nel 2019 con C'era una volta a... Hollywood. Tarantino, omaggiando Sergio Leone e la sua trilogia del tempo, rivisita sotto la sua chiave d'autore vari periodi della storia contemporanea.

## Trama
1858, da qualche parte nel Texas. Django, uno schiavo nero di proprietà dei fratelli Speck, viene rintracciato dal dottor King Schultz, un cacciatore di taglie originario della Germania e che fino a cinque anni prima lavorava come dentista. Schultz cerca di acquistare Django ma i fratelli Speck, Dicky e Ace, due mercanti di schiavi, non si dimostrano propensi alla cessione e gli intimano di andarsene: ne segue uno scontro a fuoco, durante il quale uno dei due fratelli, Ace, viene ucciso, mentre l'altro viene costretto a cedere lo schiavo, dopo essere stato ferito gravemente, firmando l'atto di vendita, per poi venire ucciso definitivamente dagli altri schiavi, appena liberati dal dottor Schultz, che si sono ribellati. Il dottore ha bisogno dell'aiuto di Django per riconoscere i fratelli Brittle, dei fuorilegge che sta cercando, garantendo in cambio allo schiavo la libertà e una percentuale sulla taglia.
Durante il viaggio, culminato nell'uccisione dei tre fuorilegge, i due fanno amicizia e Schultz scopre che Django, una volta libero, vuole ritrovare la moglie Broomhilda (dal tedesco Brünnhilde), da cui è stato separato alla piantagione dove lavorava precedentemente. Il dottore, avendo notato nel compare anche un talento naturale con le armi da fuoco e affascinato dalla sua storia, che gli richiama alla mente la leggenda tedesca di Sigfrido, gli propone di fare coppia per l'inverno e di aiutarlo poi in primavera a trovare la moglie.
Con lo sciogliersi delle nevi Schultz scopre che Broomhilda è stata venduta al famigerato e crudele Calvin Candie, uno dei più ricchi latifondisti del Mississippi. Per avere la certezza che l'uomo venda loro la donna, elaborano un piano: si fingono due negrieri in cerca di lottatori mandingo. Schultz approfitta della visita a Candyland, la sontuosa residenza di Candie, per parlare con Broomhilda e metterla al corrente dei suoi piani. Durante la cena i due accettano di comprare un lottatore per l'esorbitante cifra di 12 000 dollari, promettendo di tornare con i documenti in cinque giorni, e Schultz utilizza l'occasione per proporsi di comprare subito anche Broomhilda per poche centinaia di dollari.
Nel frattempo Stephen, il capo della servitù, si è accorto che Django e Broomhilda si conoscono e avverte con discrezione il padrone, intuendo che l'acquisto del lottatore sia solo una copertura per acquistare la donna. Candie, adirato per essere stato ingannato, costringe Schultz a comprare Broomhilda per 12 000 dollari, minacciando di ucciderla qualora l'affare non venisse portato a termine. Il dottore firma l'atto d'acquisto, libera Broomhilda e, uscito dal personaggio di negriero, esprime il suo disprezzo verso Candie. Quest'ultimo, per umiliarlo ulteriormente, esige che Schultz gli stringa la mano per suggellare la vendita. Il dottore si rifiuta di stringere la mano a una persona così spregevole, ma Candie insiste e Schultz, approfittando della situazione, lo uccide sparandogli nel petto; si scatena così un conflitto a fuoco durante il quale il dottore stesso muore e Django, dopo aver ucciso a colpi di pistola diversi uomini di Candie (tra cui il suo braccio destro Butch Pooch e il legale Moguy), si vede costretto ad arrendersi, poiché Broomhilda è stata presa in ostaggio.
Per Django si prospetta la castrazione, quando Lara Lee, sorella di Calvin, approva il suggerimento di Stephen di mandare l'uomo ai lavori forzati nelle miniere di carbone della LeQuint Dickey Mining Company, in cui sarà ucciso dalle disumane condizioni di lavoro. Durante il viaggio Django, con uno stratagemma, riesce a liberarsi e a tornare a Candyland, dove uccide buona parte dei prezzolati agli ordini di Candie e salva la moglie. Con l'atto di vendita, recuperato dal corpo del defunto Schultz, ora anche Broomhilda può fuggire, ma Django ha un'ultima faccenda da sistemare, quindi raggiunge la villa e aspetta che Lara Lee torni dal funerale del fratello assieme ai propri accoliti, per poi ucciderli e gambizzare Stephen, lasciato volutamente per ultimo. Il vecchio schiavo, in totale linea col proprio carattere, anche in punto di morte non implora perdono né pietà, lanciandosi invece in una sequela d'invettive, minacce e insulti che, alla fine, sono messi a tacere solo quando Django lo fa esplodere assieme a tutta la villa.
Così Django e Broomhilda possono finalmente andarsene, da persone libere.

## Produzione
L'idea di sviluppare un film basato sul genere degli spaghetti western era tra i progetti di Quentin Tarantino già dal 2007, anno in cui il regista, durante un'intervista con il Daily Telegraph, dichiarò che avrebbe voluto girare un western ambientato nel profondo Sud degli Stati Uniti, che avrebbe esplorato uno degli avvenimenti più orribili della storia dell'America: la schiavitù. Sempre durante quell'intervista, dichiarò inoltre che voleva affrontare proprio quell'argomento poiché, a causa della vergogna che gli statunitensi provano al riguardo, nessuno aveva mai avuto il coraggio di farlo, ma che lui invece si sentiva pronto ed era la persona giusta per tale scopo.
Durante la fase di scrittura del film, Tarantino è stato pesantemente influenzato dalla mitologia nordica, cosa che è particolarmente evidente nella seconda parte del film. Secondo quanto dichiarato dal regista, benché il nome della moglie del protagonista fosse Broomhilda fin dall'inizio, è stata la visione dell'opera L'anello del Nibelungo assieme a Christoph Waltz, avvenuta proprio durante la stesura del copione, ad aver influenzato l'andamento di una storia che già si prospettava simile a quella di Sigfrido.
Il 30 aprile 2011 venne annunciato che Tarantino aveva terminato la scrittura della bozza del copione del film intitolato Django Unchained, la quale era stata consegnata alla casa di produzione The Weinstein Company.
Le riprese del film sono iniziate nel gennaio del 2012 al Melody Ranch di Santa Clarita in California, dove sono stati usati gli stessi set utilizzati per le riprese della serie televisiva Deadwood, per poi spostarsi a Mammoth Lakes sempre in California e a febbraio in Wyoming e a New Orleans in Louisiana. Il film è stato girato utilizzando la tecnica della lente anamorfica e con l'utilizzo di una pellicola da 35 millimetri.
La scena in cui Calvin Candie, interpretato da Leonardo DiCaprio, sbatte la mano sul tavolo e si taglia è avvenuta davvero: l'attore ha iniziato a sanguinare, ma nonostante tutto ha continuato a recitare. Tarantino, successivamente, ha deciso di tenere la scena.

### Casting
Il casting del film iniziò nel maggio del 2011, con Will Smith contattato per interpretare il ruolo di Django. Sempre nello stesso periodo anche Samuel L. Jackson e Christoph Waltz erano in trattative per i ruoli rispettivamente dello schiavo Stephen e di King Schultz, il "mentore" di Django. Il 31 maggio venne confermato che Will Smith non avrebbe partecipato al film e al suo posto si fece il nome di Idris Elba, ma il 22 giugno venne infine scelto per il ruolo del protagonista l'attore premio Oscar Jamie Foxx, che batté così la concorrenza del già citato Idris Elba e anche di Terrence Howard e di Chris Tucker. Leonardo DiCaprio venne contattato per il ruolo del villain Calvin Candie il 7 giugno 2011 e dopo appena sei giorni firmò il contratto.
Il 18 luglio si unì al cast del film anche Kevin Costner nel ruolo di Ace Woody, il sadico allenatore degli schiavi combattenti ma, due mesi dopo, il 16 settembre a causa di altri impegni l'attore dovette lasciare la parte. Per sostituire Costner il 30 settembre venne scelto Kurt Russell, ma nel maggio del 2012 anche lui lasciò la parte. Per "tappare" il buco lasciato dall'uscita dal cast di Kurt Russell, Tarantino decise di "fondere" il personaggio di Ace Woody con quello di Billy Crash, interpretato da Walton Goggins, che era stato aggiunto al cast nell'aprile del 2012.
Il 13 settembre venne ufficializzata la partecipazione di Samuel L. Jackson al film e si unì al cast anche Gerald McRaney, mentre a ottobre vennero aggiunti al cast anche M. C. Gainey nel ruolo di Big John Brittle, Don Johnson nel ruolo di Spencer "Big Daddy" Bennett e Tom Savini, che inizialmente era stato scelto per interpretare il ruolo di Ellis Brittle. Il 26 ottobre venne inoltre scelta per il ruolo di Broomhilda, la moglie di Django, l'attrice Kerry Washington, andando così a definire il cast principale del film.
Nel novembre del 2011 vennero inoltre aggiunti al cast gli attori RZA, Misty Upham, Anthony LaPaglia, James Remar, James Russo, Tom Wopat, Todd Allen e Rex Linn, rispettivamente nei ruoli dello schiavo Thaddeus, della proprietaria di un bar di nome Minnie, di Jano, dei fratelli Speck, dello sceriffo Gill Tatum, del sovraintendente delle piantagioni Dollar Bill e di Tennessee Harry.
Il 15 giugno 2012 si unì al cast anche Jonah Hill, andando così ad arricchire un cast già molto ampio. In precedenza l'attore era già stato contattato per interpretare il ruolo di Scotty Harmony, ma nel novembre del 2011, a causa di altri impegni, aveva dovuto inizialmente rinunciare al ruolo.
Al film avrebbero dovuto partecipare anche altri due attori importanti: Joseph Gordon-Levitt e Sacha Baron Cohen. Il primo era entrato a far parte del cast nell'ottobre del 2011, ma il 5 aprile 2012 l'attore dichiarò che a causa dei vari impegni che aveva preso in precedenza aveva dovuto abbandonare la parte. Sacha Baron Cohen invece si era unito al cast nel novembre del 2011 e avrebbe dovuto interpretare il ruolo di Scotty Harmony, un amante delle scommesse che compra la moglie di Django come compagna, ma a causa degli impegni per la campagna pubblicitaria del film Il dittatore anche lui dovette lasciare la parte.

## Colonna sonora
Il disco di colonna sonora Django Unchained è stato pubblicato il 18 dicembre 2012. Se si escludono alcune tracce composte da Robert Rodriguez e RZA per Kill Bill: Volume 1 e Kill Bill: Volume 2, è la prima volta che la colonna sonora di un film diretto da Tarantino prevede brani originali scritti appositamente per la pellicola da Ennio Morricone. Tuttavia la colonna sonora comprende diversi brani tratti da altre colonne sonore di altri film tra cui Lo chiamavano Trinità... di Enzo Barboni.

## Promozione
Prima del teaser poster, pubblicato nell'aprile del 2012, le case di produzione del film utilizzarono una fan art realizzata dal graphic designer romano Federico Mancosu: l'artwork fu pubblicato sul suo sito nel maggio del 2011, a pochi giorni dalla pubblicazione del titolo e della sinossi della pellicola. Nell'agosto del 2012, sotto esplicita richiesta del regista Quentin Tarantino, le case di produzione del film acquistarono i diritti del poster per poterlo utilizzare a fini promozionali. L'artwork e parti di esso, sono stati utilizzati come avatar per profili nei social network, per eventi promozionali, nei trailer e all'interno del set durante le riprese del film.
La DC Comics ha realizzato una versione a fumetti del film: il 28 novembre 2012 sono state diffuse online le prime immagini tratte dall'albo numero 1, che ritrae le sequenze presenti nel trailer. Inoltre, partendo dall'intenzione di Tarantino di creare una trilogia, il 17 febbraio 2013 venne proiettato al Saturday Night Live un finto trailer su un film intitolato Djesus Uncrossed, parodia dove il protagonista Christoph Waltz è uno spietato Gesù, intenzionato a vendicarsi dei soldati romani dopo essere stato crocefisso. Nel trailer compaiono anche delle versioni fittizie di Brad Pitt nel ruolo dell'apostolo Pietro, di Ving Rhames nel ruolo di Ponzio Pilato e di Samuel L. Jackson nel ruolo di Giuda Iscariota.

## Distribuzione
Il primo trailer del film è stato messo online il 6 giugno 2012, per poi essere proiettato l'8 giugno 2012 durante l'anteprima statunitense del film diretto da Ridley Scott Prometheus. Il 13 giugno sono stati distribuiti un breve teaser trailer internazionale e il trailer in italiano. Il 10 ottobre è stato distribuito da Apple Trailer un secondo full trailer del film, che rispetto al primo presenta molte scene inedite e il 24 ottobre è stato distribuito dal sito del Corriere della Sera il secondo trailer in italiano. Il 28 novembre è stato infine distribuito il trailer finale in lingua inglese del film.
Il film è stato distribuito nelle sale statunitensi a partire da 25 dicembre 2012, mentre in Italia l'uscita inizialmente prevista a partire dal 4 gennaio 2013 è stata posticipata al 17 gennaio. Il 4 gennaio a Roma si è svolta la première europea di Django Unchained. All'evento erano presenti il regista Quentin Tarantino, il protagonista Jamie Foxx, Kerry Washington, Samuel L. Jackson e Christoph Waltz; l'unico a mancare è stato Leonardo DiCaprio.

## Accoglienza

### Incassi
Negli Stati Uniti, al 31 dicembre 2012 il film aveva incassato 64 milioni di dollari, mentre il 7 gennaio 2013 ha superato i 100 milioni. Dopo il terzo week-end è arrivato a 125 milioni di dollari incassati. In totale il film ha incassato più di 425 milioni di dollari, di cui quasi 163 milioni in patria e più di 262 all'estero.

### Critica
Il film è stato accolto molto positivamente dalla critica. Su Rotten Tomatoes ha una percentuale di gradimento dell'87% basato su 298 recensioni. Su Metacritic ha dato un voto di 81 su 100 basato su 42 recensioni. Il film è al 55º posto nella classifica Top 250 di IMDb.

## Riconoscimenti
- 2013 – Premio Oscar
  - Miglior attore non protagonista a Christoph Waltz
  - Miglior sceneggiatura originale a Quentin Tarantino
  - Candidatura al miglior film a Stacey Sher, Reginald Hudlin e Pilar Savone
  - Candidatura alla miglior fotografia a Robert Richardson
  - Candidatura al miglior montaggio sonoro a Wylie Stateman
- 2013 – David di Donatello
  - Miglior film straniero
- 2013 – Golden Globe
  - Miglior attore non protagonista a Christoph Waltz
  - Miglior sceneggiatura a Quentin Tarantino
  - Candidatura al miglior film drammatico
  - Candidatura al miglior regia a Quentin Tarantino
  - Candidatura al miglior attore non protagonista a Leonardo DiCaprio
- 2013 – Premio BAFTA
  - Miglior attore non protagonista a Christoph Waltz
  - Miglior sceneggiatura originale a Quentin Tarantino
  - Candidatura al miglior regia a Quentin Tarantino
  - Candidatura al miglior montaggio a Fred Raskin
  - Candidatura al miglior sonoro a Mark Ulano, Michael Minkler, Tony Lamberti e Wylie Stateman

## Altri media
Nel 2013 venne pubblicato Django/Zorro, un fumetto di sette volumi scritto da Matt Wagner e dallo stesso Tarantino. La storia, come dice il titolo, è un crossover tra Django e l'eroe mascherato Zorro.

## Trilogia storica
In un'intervista alla rivista britannica Total Film, Tarantino ha dichiarato che, viste le affinità fra Django Unchained e il precedente lungometraggio Bastardi senza gloria, si possono considerare come film di una Trilogia del revisionismo storico nella quale Tarantino, omaggiando Sergio Leone e la sua Trilogia del Tempo, rivisita sotto la sua chiave d'autore vari periodi della storia contemporanea. Il capitolo conclusivo di questa trilogia sarebbe il film C'era una volta a... Hollywood, uscito nel 2019.